# 리경옥
리경옥(1980년 1월 3일~)은 조선민주주의인민공화국의 유도 선수이다. 올림픽에 1회(2004년) 참가했으며 2001년 세계 선수권 대회에서 여자 엑스트라라이트급 은메달을 획득했다. 또한 2002년 아시안 게임에서 동메달,  아시아 선수권 대회에서 금메달 1개, 은메달 1개를 획득했다.